# Karl Gottlob von Nüßler
Karl Gottlob von Nüßler (auch Nüssler; * 8. Mai 1700 in Sagan, Fürstentum Sagan; † 31. März 1776 in Weißensee, Brandenburg) war ein preußischer Verwaltungsbeamter und Landrat von Niederbarnim.

## Leben und Wirken
Karl von Nüßler wurde als dritter Sohn von Hofrat Johann Gottlob von Nüßler geboren. Die Mutter übernahm nach dem frühen Tod des Vaters die Erziehung. Ab 1718 studierte Karl an der Universität Jena, später auch in Leipzig und Wittenberg. 1722 wurde er Hofcavalier von Herzogin Emilie Agnes von Sachsen-Weißenfels-Dahme. 1726 wechselte er als Hof- und Kammergerichtsrat nach Berlin. Er versah mehrere einkommenslose Ämter in der preußischen Verwaltung und wurde erst 1741 für seine Dienste bezahlt. Ab 1750 war er Landrat des Niederbarnim, was er bis zu seinem Tod blieb.